# Мадридські принципи
Мадридські принципи є одним із пропонованих мирних шляхів врегулювання нагорно-карабаського конфлікту. Початковий варіант принципів представили міністрам закордонних справ Вірменії та Азербайджану на конференції міністрів закордонних справ Організації з безпеки і співробітництва в Європі (ОБСЄ) в столиці Іспанії Мадриді в листопаді 2007 року.

## Історія
Мадридські принципи виникли в результаті переглянутої пропозиції про мирне врегулювання конфлікту, яку оприлюднили країни-співголови Мінської групи ОБСЄ (Франція, Росія та США) на початку літа 2006 р. У 2009 році за наполяганням співголів Мінської групи ОБСЄ була запропонована оновлена версія Мадридських принципів.
Високопоставлені вірменські та азербайджанські представники погодилися з деякими із запропонованих принципів, але, як повідомляється, досягли незначного прогресу або взагалі не просунулися в імплементації принципів до визначеного строку виведення вірменських військ з окупованих територій або до шляхів визначення щодо майбутнього статусу Нагірного Карабаху.
У серпні 2016 року Вірменський національний комітет Америки (ANCA) — вірменська лобістська організація США — розпочав кампанію проти Мадридських принципів, стверджуючи, що Мадридські принципи, засновані на Гельсінських Угодах (1975), були «безрозсудними» та «недемократичними» і закликав адміністрацію президента Обами відхилити їх.

## Принципи
У липні 2009 року в рамках саміту G8 в Л'Аквілі (Італія) троє лідерів країн-співголів Мінської групи ОБСЄ, Медведєв, Обама і Саркозі опублікували заяву, в якій закликали президентів Вірменії та Азербайджану Сержа Саргсяна та Ільгама Алієва, «щоб вирішити ті нечисленні розбіжності, що залишилися між ними, і доопрацювати їх домовленість щодо цих Основних принципів».
Згідно з цією заявою, Основні принципи врегулювання нагірно-карабаського конфлікту базуються на принципах Гельсінських Угод (1975 р.) про незастосування сили, територіальну цілісність та рівність прав та самовизначення народів.
Згаданий документ також визначив шість елементів врегулювання:
1. Повернення територій, що оточують Нагірний Карабах, під контроль Азербайджану;
2. Тимчасовий статус Нагірного Карабаху, що забезпечує гарантії безпеки та самоврядування;
3. Коридор, що зв'язує Вірменію з Нагірним Карабахом;
4. Майбутнє визначення остаточного правового статусу Нагірного Карабаху шляхом юридично обов'язкового волевиявлення;
5. Право всіх внутрішньо переміщених осіб та біженців повернутися до своїх колишніх місць проживання;
6. Міжнародні гарантії безпеки, які включали б операцію з введення миротворчих сил.

У той же час співголови ОБСЄ закликали президентів Вірменії та Азербайджану вирішити ті нечисленні розбіжності, що залишились між ними, і остаточно домовитись про ці основні принципи, які окреслюють всебічне врегулювання.